# Liste de représentations de la Vierge allaitant
 (janvier 2014).
Si vous disposez d'ouvrages ou d'articles de référence ou si vous connaissez des sites web de qualité traitant du thème abordé ici, merci de compléter l'article en donnant les références utiles à sa vérifiabilité et en les liant à la section « Notes et références ».
Cette page rencense des œuvres picturales ou des sculptures de la représentation de la Vierge allaitante dite aussi Vierge du lait d'après la dénomination latine Virgo lactans.
Ce type iconographique est nommé galaktotrophousa dans le style byzantin datant du VIIIe siècle.

## Par pays
Allemagne

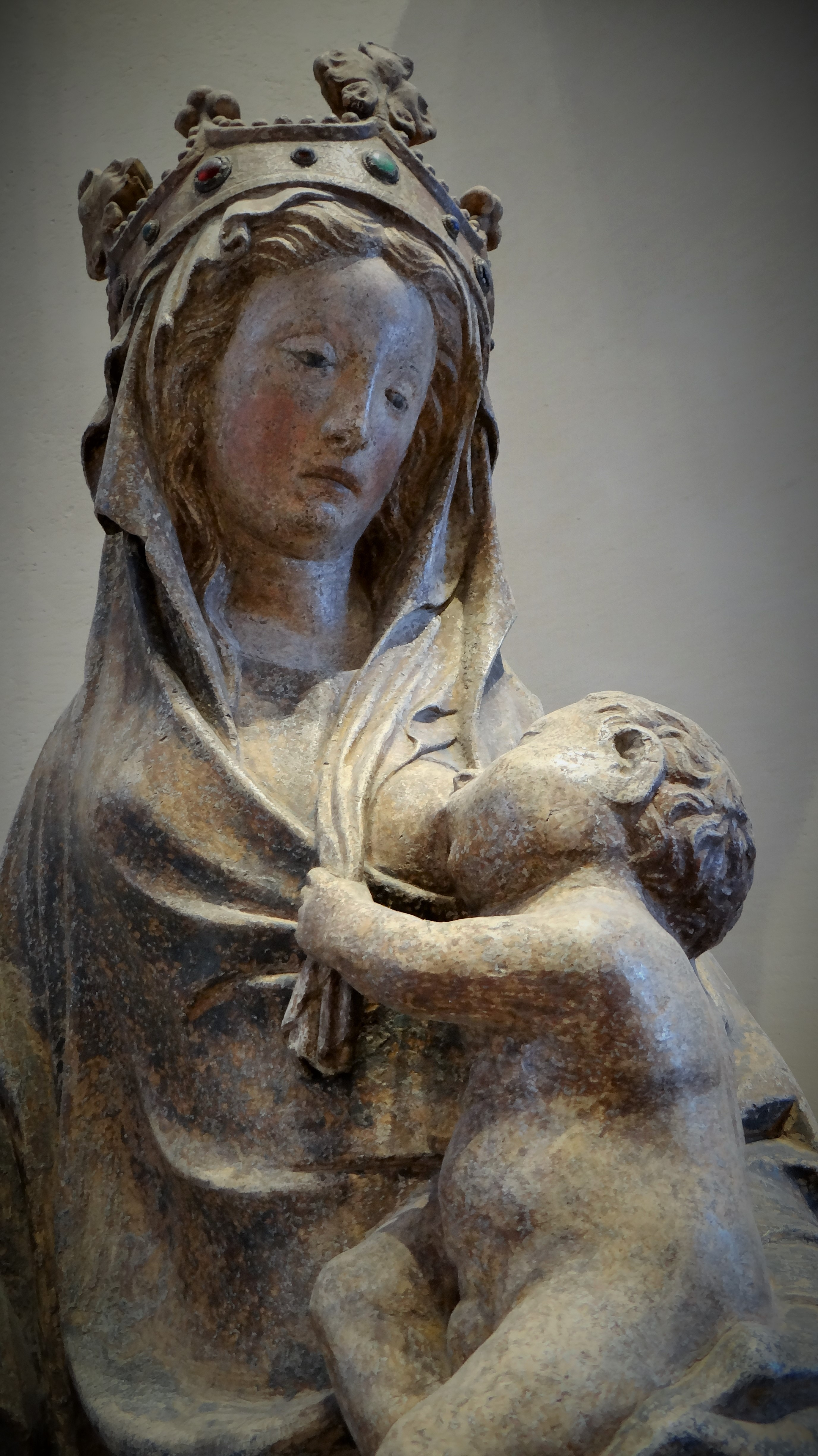
La Vierge allaitant l'Enfant, Picardie,

- Hans Baldung, Germanisches Nationalmuseum, Nuremberg

Flandres
- École flamande (conservée au Museu da Reinha D. Leonor; Beja, Portugal)
- Jan van Eyck, Madonna von Lucca (conservée au Städelsches Kunstinstitut, Francfort-sur-le-Main)
- Maestro del Papagayo (conservée au musée du Prado
- Vierge allaitant l'Enfant d'après le Maître de Flémalle. Peut-être identifiable avec Robert Campin, Musée des beaux-arts de Lyon
- La Vierge allaitant, tableau peint sur bois. Flandres, fin du XVe siècle. Nancy, Musée des Beaux-Arts
- Portrait de Jean de Gros, 1450s huile sur panneau, 36 × 27 cm Musée des Beaux-Arts, Tournai

France
- Vierge allaitante, Notre-Dame de Kergornet, XVe siècle, église de Rédené, Finistère[1]
- Madone de Laroque
- Diptyque de Melun de Jean Fouquet
- Vierge allaitant l'Enfant accompagnée de quatre anges du Maître de Moulins (1495), musée de Cluny
- Vierge allaitant de Notre-Dame-du-Port
- Vierge allaitante d'Ayguatebia, début XVe siècle[2]
- Vierge allaitante du Mesnil-Aubry, début XVe siècle

Espagne
- Ramon de Mur, Mare de Déu de la Llet, Barcelone
- Pedro Berruguete, Museum de Madrid

Italie
- Madone Litta, attribuée à Giovanni Antonio Boltraffio,
- Tabernacolo della Madonna e Sant'Apollonia, via San Gallo à Florence
- Chiesa S. Ambrogio - Gorzone, Val Camonica
- Vestibolo della Cappella Portinari della chiesa di Sant'Eustorgio, Milan
- Ambrogio Lorenzetti, pinacothèque nationale de Sienne
- Madonna col Bambino tra san Giovanni Battista e santa Caterina d'Alessandria, Neroccio di Bartolomeo de' Landi, (conservée au Norton Simon Museum)
- Andrea Solari (conservée aujourd'hui au musée du Louvre)
- Atelier de Giovanni de Campo, Caltignaga, Chiesa dei Santi Nazzaro e Celso
- Carlo Crivelli, Museo parrocchiale, Corridonia, Macerata
- Santuario di Greccio, Latium
- Giampietrino
- Gerolamo Giovenone, Trittico Raspa
- Marco Zoppo
- San Vincenzo in Castro, Piomba
- Pompeo Batoni (conservée au Musée d'Art de São Paulo)
- Cristoforo Moretti, abside della chiesa di san Calimero, Milan.
- Madonna della Catena, Saint-Jean-de-Latran
- Madonna col Bambino e San Matroniano, basilica di San Nazaro Maggiore, Milan.

Grèce
- Chilandar

Russie
- La Galaktotrophousa